# 8 (musikalbum)
8, stiliserat som #8, är ett musikalbum av J.J. Cale lanserat 1983 på Mercury Records. Som titeln avslöjar var det hans åttonde studioalbum. Albumet listnoterades inte i USA, men sålde bättre i några europeiska länder. Cale bad efter detta om att få sitt kontrakt med Mercury brutet och kom inte att ge ut något mer studioalbum under 1980-talet.

## Låtlista
(låtar utan angiven upphovsman av J.J. Cale)
1. "Money Talks" (Cale, Christine Lakeland) - 4:19
2. "Losers" (Cale, Christine Lakeland) - 2:40
3. "Hard Times" - 3:55
4. "Reality" - 2:22
5. "Takin' Care of Business" - 2:10
6. "People Lie" - 2:11
7. "Unemployment" - 4:09
8. "Trouble in the City" - 3:22
9. "Teardrops in My Tequila" (Paul Craft) - 2:15
10. "Livin' Here Too" - 2:18

## Listplaceringar
- UK Albums Chart, Storbritannien: #47[1]
- Nederländerna: #13[2]
- Topplistan, Sverige: #36[3]